# Regeringen Aura I
Regeringen Aura I var Republiken Finlands 52:a regering. Trots att de flesta av ministrarna var medlemmar i olika partier var de inte utsedda att representera dessa i regeringen som helt och hållet var en opolitisk ämbetsmannaregering till sin karaktär. Ministären, som regerade i egenskap av expeditionsregering från 14 maj till 15 juli 1970, fick smeknamnet "frivillig brandkår". Teuvo Aura var statsminister i en motsvarande regering en gång till 1971–1972.
| Minister                                                   | Ämbetsperiod                            | Parti                            |
| ---------------------------------------------------------- | --------------------------------------- | -------------------------------- |
| Statsminister Teuvo Aura Päiviö Hetemäki, ställföreträdare | 14.5.1970–15.7.1970 14.5.1970–15.7.1970 | opolitisk (LFP) opolitisk (Saml) |
| Utrikesminister Väinö Leskinen                             | 14.5.1970–15.7.1970                     | opolitisk (SDP)                  |
| Justitieminister Keijo Liinamaa                            | 14.5.1970–15.7.1970                     | opolitisk (SDP)                  |
| Inrikesminister Teemu Hiltunen                             | 14.5.1970–15.7.1970                     | opolitisk (SDP)                  |
| Försvarsminister Arvo Pentti                               | 14.5.1970–15.7.1970                     | opolitisk (Centern)              |
| Finansminister Päiviö Hetemäki                             | 14.5.1970–15.7.1970                     | opolitisk (Saml)                 |
| Minister i finansministeriet Keijo Liinamaa                | 26.5.1970–15.7.1970                     | opolitisk (SDP)                  |
| Undervisningsminister Jaakko Numminen                      | 14.5.1970–15.7.1970                     | opolitisk (Centern)              |
| Jordbruksminister Nils Westermarck                         | 14.5.1970–15.7.1970                     | opolitisk (SFP)                  |
| Trafikminister Martti Niskala                              | 14.5.1970–15.7.1970                     | opolitisk                        |
| Handels- och industriminister Olavi J. Mattila             | 14.5.1970–15.7.1970                     | opolitisk                        |
| Social- och hälsovårdsminister Gunnar Korhonen             | 14.5.1970–15.7.1970                     | opolitisk                        |
| Minister i social- och hälsovårdsministeriet Alli Lahtinen | 14.5.1970–15.7.1970                     | opolitisk (SDP)                  |
| Arbetskraftsminister Esa Timonen                           | 14.5.1970–15.7.1970                     | opolitisk (Centern)              |